# Мамонтовы
Мамонтовы (Мамантовы) — русская купеческая династия, состояние которой составилось благодаря откупам. В Москве во 2-й половине XIX века разделилась на две ветви, от Ивана и Николая Фёдоровичей.
Наиболее известным представителем семьи является Мамонтов, Савва Иванович. В конце XIX — начале XX века его многочисленные дети и племянники, гостившие в усадьбе Абрамцево, стали моделью множества портретов кисти Репина, Васнецова, Крамского, Серова, Врубеля и других художников. Семья Мамонтовых находилась в родстве с Боткиными, Третьяковыми, Поленовым, Якунчиковыми, Самариными. Основатель семейства — И. Мамонтов.

## Происхождение
Изначально род под фамилией Мамонтов появился и закрепился в Мосальске — уездном городе Калужской губернии. «Первое упоминание Мамонтовых исследователи относят к 1716 году. В этом году в переписной книге Мосальского уезда, в селе Берне, при дворе местного помещика С. Е. Шиловского значилась семья приказчика Кондратия Мамонтова. Упомянутый Кондратий, не имея фамилии, во всех документах был записан по отчеству — Мамонтов. Новое для семьи имя, полученное при крещении её родоначальника в честь святого Маманта. Сын Кондратия Мамонтова — Никита — служил в армии в одном полку с хозяином, С. Е. Шиловским, а внуки были служителями в имении помещика. В середине XVIII века они, по воле их владельца, были освобождены от крепостной зависимости, поселились в Мосальском посаде и занялись торговой деятельностью. Тогда-то за ними и закрепилась фамилия Мамонтовы. Из архивных источников известно и то, что в 1767 году Иван и Анисим Никитовичи Мамонтовы вместе с другими мосальскими купцами подписали депутатский наказ в Уложенную комиссию, созванную Екатериной II. Во 2-й половине XVIII века Мамонтовы были мещанами и купцами 3-й гильдии в Мосальске. Среди них был и Фёдор Иванович Мамонтов (1760—1811), купец 3-й гильдии, винный откупщик, сыновья которого и стали основателями московской династии Мамонтовых»

## Родословная роспись
- Иван Мамонтов (1730—?)[2]
  - Фёдор Иванович (1760—1811) — занимался откупным промыслом. Похоронен в Звенигороде
    -  Иван Фёдорович (1802—1869). После Мосальска торговал спиртным сначала в Шадринске (Зауралье), а затем перебрался в Ялуторовск. Переехал в Москву в 1849 году. Жена — Мария Тихоновна Лахтина (1810—1852)
      - Виктор Иванович
      - Александра Ивановна (р. 1833)
      - Ольга Ивановна
      - Фёдор Иванович (ок. 1837—1874). Жена — Ольга Ивановна Кузнецова (1847—1932). По завещанию отца получил усадьбу Киреево
        -  Якунчикова, Мария Фёдоровна  (1863—1952). Муж — Владимир Васильевич Якунчиков (1855—1916)
        -  Софья Федоровна (1868—1920). Жена камергера Павла Александровича Тучкова (ум. 1918)[3]
        - Иван Фёдорович (1869−1920). Жена — Зинаида Константиновна Рукавишникова
          -  Мамонтов, Сергей Иванович (1898—1987). Белогвардеец, эмигрант, автор книги «Походы и кони»

        -  Ольга Фёдоровна (1872—1952). В замужестве — Тамара

      -  Мамонтов, Анатолий Иванович (ок. 1840—1905). Владелец типографии и книжного магазина, коллекционер, переводчик[1]. Жена — Мария Александровна Лялина (певица)
        -  Татьяна Анатольевна Мамонтова (1863—1920). Муж — Г. А. Рачинский (1856—1925)
        - Мамонтов, Михаил Анатольевич (1865—1920) — художник-пейзажист, издатель
        -  Наталья Анатольевна (1870—1906). Муж — А. К. Рачинский
        - Юрий Анатольевич (1871—1907)
        -  Прасковья Анатольевна (Параша) (1873—1945). Муж — А. К. Рачинский, ранее женатый на её сестре Наталье
        -  Людмила Анатольевна (6.05.1874 — 22.06.1937). Муж — М. В. Муравьёв

      -  Мамонтов, Савва Иванович (1841—1918). Жена —  Елизавета Григорьевна Сапожникова (1847—1908)
        -  Мамонтов, Сергей Саввич (1867—1915), — поэт, драматург, создатель театра миниатюр. Жена — Эберле, Варвара Аполлоновна (Эберлей, Мельникова), оперная певица
        -  Мамонтов, Андрей Саввич (1869—1891), художник. Послужил моделью к образу Алёши Поповича для картины В. М. Васнецова «Богатыри»
        -  Всеволод Саввич (1870—1951). Автор книги «Воспоминания о русских художниках». Жена — Елена Дмитриевна Свербеева (её брат Свербеев, Фёдор Дмитриевич был женат на  Маре Олив)
        -  Вера Саввишна (1875—1907) + Самарин, Александр Дмитриевич
          - Юрий, Елизавета (в зам. Чернышёва)

        - Александра Саввична (1878—1952)

      - Мамонтов, Николай Иванович (1845—1918). Владелец книжного магазина на Кузнецком мосту. Жена — Анна Александровна Щепотьева
        - Фёдор Николаевич (1885—1903). Жена — Мария Константиновна Рукавишникова

    - Михаил Фёдорович. Потомства не имел
    - Николай Фёдорович (1807—1860). Первым переехал в Москву. Жена — Вера Степановна Вагина (1810—1864) «Купил большой и красивый дом с обширным садом на Разгуляе»[4]. Открыл на Сыромятнической улице фабрику сургуча, смолок и пробок, которая в 1858 году переехала в собственное помещение за Пресненской заставой, где был открыт завод лаков и красок[5]. С 1853 года он уже купец первой гильдии, потомственный почётный гражданин Москвы
      -  Иван Николаевич (1846—1899), директор завода по производству сургуча и красок. Жена — Екатерина Александровна Робер[6]
        -  Мамонтов, Сергей Иванович (1877—1938) — дирижер. Жена  — Шереметьевская, Наталья Сергеевна
          - Наталья Сергеевна Мамонтова (1903—1969) была замужем за британским продюсером Вэлом Гилгудом, затем за шотландским композитором Сесилом Греем

      - Кирилл Николаевич. Разорился, покончил с собой. Жена  — Маргарита Оттовна Левенштейн
        -  Морозова, Маргарита Кирилловна. Муж  — Морозов, Михаил Абрамович
          -  Морозов, Михаил Михайлович
          - Морозова, Мария Михайловна

        -  Елена Кирилловна. Муж — Родион Дмитриевич Востряков

      - Александр Николаевич (1832—1900), купец. Жена  — Татьяна Алексеевна Хлудова (дочь коллекционера Хлудова, сестра Варвары Морозовой)
        -  Марина Александровна. Муж — Николай Анатольевич Костарев
          - Татьяна, Елена, Николай

      - Виктор Николаевич (1839—1903). Музыкант, хормейстер Большого театра
      -  Николай Николаевич (1836—1896), купец[7]
      -  Зинаида Николаевна (1843—1919) + Якунчиков, Василий Иванович
        -  Якунчикова, Мария Васильевна (Вебер), Николай (1873—1931) — предприниматель, дипломат; атташе лондонского посольства; Вера Вульф (1871—1923) — художница, музыкант, благотворительница; замужем за Георгием Викторовичем Вульфом

      -  Вера Николаевна (р. 1844) + Третьяков, Павел Михайлович
        - Вера (1866—1940), Александра (1867—1959; муж — Боткин, Сергей Сергеевич), Любовь (1870—1928), Михаил (1871—1912), Мария (1875—1952), Иван (1878—1887)

      -  Евдокия Николаевна (1849—1921). Муж — Константин Васильевич Рукавишников
        - Зинаида, Евдокия, Елена, Николай, Мария